# TerraMaster
TerraMaster Technology Co., Ltd.(중국어 간체자: 铁威马, 병음: tiěwēimǎ)는 컴퓨터 소프트웨어, 네트워크 결합 스토리지(NAS) 및 직접 연결 저장장치(DAS)를 전문으로 생산하는 중국 기업이다. 본사는 중국 광둥 성, 선전시에 소재하고 있다.주요 동종 업계 기업 및 경쟁사로는 Synology와 QNAP가 있으며 모두 컴퓨터 데이터 스토리지를 전문으로 하는 유명한 대만 기업이다.

## 역사
TerraMaster는 2010년에 중국 선전시에서 설립된 기업으로, 네트워크 연결 스토리지 및 직접 연결 스토리지를 포함한 스토리지 제품을 주력으로 생산하는 전문 브랜드이다.
TerraMaster라는 이름은 그리스어 접두사 tera-와 영어 단어 master를 조합하여 만들어진 이름이다.

## 제품
TerraMaster의 제품은 40여 개 이상의 국가에서 판매되고 있다.주요 제품은 네트워크 연결 스토리지(NAS)와 직접 연결 스토리지(DAS)에 집중하고 있다.
- 개인/홈 클라우드 스토리지[9]
- 중소기업 네트워크 스토리지[10]
- 엔터프라이즈 네트워크 스토리지 서버[11]
- 홈/SOHO RAID 스토리지[12]
- 비디오 프로페셔널 RAID 스토리지[13][14]

## 같이 보기
- 네트워크 결합 스토리지
- 직접 연결 저장장치
- Synology Inc.
- QNAP Systems, Inc.